# Максибаскетбол
Максибаскетбол (англ. Maxibasketball) — баскетбольное соревнование, в котором играют люди в возрасте от 30 лет.

## История возникновения
Движение Максибаскетбола было открыто в Буэнос-Айресе в 1969 году. Группа бывших баскетболистов собрались вместе и устроили игры на корте, через несколько месяцев Эдуардо Родригес Ламас объявил об открытии Союза Ветеранов Баскетбола Аргентины. В последующие годы были введены возрастные категории участников. Первый международный турнир прошел в Аргентине в 1978 году в рамках чемпионата Южной Америки при спонсорской помощи Федерации Баскетбола Южной Америки, под патронажем ФИБА.
В течение 70-х годов Аргентинские инициативы начали продвижение в другие страны. На этом пути ветеранское движение успешно развивалось в Уругвае, Бразилии, Чили, Перу, Коста-Рике, Гватемале. В 1982 году в Буэнос-Айресе прошли I Пан-Американские игры при спонсорстве Пан-Американской конфедерации и патронажем ФИБА. В 1984 году группа спортсменов-энтузиастов Канады предложила идею проведения Международного спортивного слета ветеранов (International Sport Jamboree for Mature People). При помощи аргентинских баскетболистов в 1985 году были проведены так называемые Masters Games.
В течение 80-х годов название проводимых игр варьировалось по-разному — Мастера, Сеньоры, Ветераны, Золотые деды и т. д. Секретарь Аргентинской федерации Хиларио Брионес предложил для названия новое слово Максибаскетбол (Maxibasketball), противоположное минибаскетболу, начальной баскетбольной категории. В 1985 году родилась Федерация Максибаскетбола Аргентины.
Идея о проведении Мирового чемпионата по максибаскетболу начала своё продвижение по миру, и в 1991 году в Буэнос-Айресе прошёл первый Чемпионат мира по баскетболу среди ветеранов с участием 32 команд из восьми стран: Уругвая, США, Гватемалы, Бразилии, России, Эстонии, Финляндии и Аргентины. 21 августа 1991 года была создана Международная Федерация Максибаскетбола. Её первым президентом стал аргентинец Эдуардо Родригес Ламас .

## Правила проведения Максибаскетбола
Соревнования проводятся в следующих возрастных категориях:
- для мужчин и женщин — 30+, 35+, 40+, 45+, 50+, 55+, 60+
- для мужчин — 65+, 70+, 75+

Игры проходят по правилам ФИБА, исключение составляет для категорий: женщины от 50 лет и старше, и для мужчин от 60 лет и старше. Для них определяется правило 30-секундного владения мячом командой и игрок нападения находится в зоне штрафного броска не более 10 секунд .

## Максибаскетбол в России
В 2003 году для организации соревнований ветеранов баскетбола в России была создана Некоммерческая Организация «Фонд Ветеранов Баскетбола», которая ежегодно устраивает баскетбольные турниры.
На одиннадцати чемпионатах мира по баскетболу среди ветеранов (1991—2011) российские команды 18 раз становились чемпионами (3-й показатель в мире), на шести чемпионатах Европы (2000—2010) — 27 чемпионских команд (лучший показатель в Европе).